# Indosuchus raptorius
Indosuchus raptorius es la única especie conocida del género extinto Indosuchus ("cocodrilo de la India") de dinosaurio terópodo abelisáurido, que vivió a finales del período Cretácico, hace aproximadamente 70 millones de años, en el Maastrichtiense, en lo que hoy es el subcontinente indio. Únicamente se descubrieron dientes y fragmentos de un cráneo pero bastaron para indicar que se trataba de un carnívoro.
Indosuchus era un terópodo de tamaño mediano de unos 7 metros de longitud y 2,2 de altura con un peso de 1200 kilogramos. Tenía brazos diminutos, en la cabeza tenía protuberancias pero de menor tamaño que otros abelisáuridos, unas crestas pequeñas encima de los ojos parecidas a las del Allosaurus.
Descrito por von Huene y Matley en 1933 a partir de restos encontrados en la Formación Lameta, Jabalpur, Madhya Pradesh, India, quienes lo consideraran un alosáurido. Más material craneal y postcraneal ha sido referido a I. raptorius por  Walker en 1964 y Chatterjee en 1978, además de un esqueleto casi completo 1995, del sitio de Raiholi en Gujrat. Fue nombrado por Friedrich von Huene en 1932 y fue descrito por Huene y Charles Alfred Matley en 1933 a partir de tres cráneos parciales encontrados por Matley. El lectotipo es GSI K27/685.
El nombre genérico se deriva de Indos, del griego antiguo para el Indo y Soukhos, para el dios cocodrilo egipcio. El nombre específico raptorius significa "raptorial" en latín.
Debido a que solo se han encontrado algunos elementos del cráneo, la colocación de Indosuchus ha sido algo errática. Aunque ahora está colocado firmemente dentro de los Abelisauridae, fue originalmente asignado por von Huene a los Allosauridae. Alick Walker pensó en 1964 que era un miembro de los Tyrannosauridae. El descubrimiento de otros abelisáuridos como Carnotaurus ha ayudado a aclarar su posición. En 1986, José Bonaparte concluyó que era un abelisáurido.